# Hospital Records
La Hospital Records è un'etichetta discografica indipendente britannica, con sede a Londra.
Fondata nel 1996 da Tony Colman e Chris Goss, è divenuta negli anni una delle più grandi e conosciute etichette discografiche di genere drum and bass.
Fra gli artisti facenti parte di quest'etichetta: Netsky, High Contrast, London Elektricity, Danny Bird, Camo & Crooked, Logistics, B-Complex, Nu:Tone, Metrik, Fred V & Grafix, S.P.Y.
Una sua sotto-etichetta è la Med School Music, più indirizzata verso la musica sperimentale.
Nel 2011 e nel 2014 ha vinto il titolo di migliore etichetta discografica ai Drum&Bass Arena Awards.